# Dois Irmãos (kommun i Brasilien)
Dois Irmãos är en kommun i Brasilien.   Den ligger i delstaten Rio Grande do Sul, i den södra delen av landet, 1 600 km söder om huvudstaden Brasília. Antalet invånare är 27 572.
I omgivningarna runt Dois Irmãos växer i huvudsak städsegrön lövskog. Runt Dois Irmãos är det tätbefolkat, med 790 invånare per kvadratkilometer.